# Ocean Vuong
Ocean Vuong   (Ciutat Ho Chi Minh, 14 d'octubre de 1988), pseudònim de Vương Quốc Vinh, és un escriptor estatunidenc d'origen vietnamita.
Va emigrar als Estats Units amb la seva família el 1990 després de passar un any en un camp de refugiats a les Filipines. El 2014 va rebre la beca Ruth Lilly/Sargent Rosenberg de la Poetry Foundation i amb el poemari Night Sky with Exit Wounds va guanyar el Whiting Award i el Forward Prize als Estats Units i el Premi T.S. Eliot a Anglaterra. Ha publicat en mitjans com The Atlantic, Harper’s, The Nation, New Republic, The New Yorker i The New York Times. És professor de l'Amherst College de Massachusetts. La seua novel·la On Earth We're Briefly Gorgeous (2019) ha sigut traduïda per Yannick Garcia: En aquest món, per un moment, som grandiosos (2020, Anagrama).